# Chris Olson
Chris Olson (* 4. Juni 1964 in New Hope, Minnesota) ist ein ehemaliger US-amerikanischer Eishockeytorwart. 

## Karriere
Olson spielte auf der Position des Torhüters und wurde im Rahmen des NHL Supplemental Draft 1986 an der ersten Gesamtposition von den Boston Bruins ausgewählt. Zuvor hatte er drei Jahre, von 1983 bis 1986, für die Universitätsmannschaft der University of Denver gespielt. Nachdem er gedraftet worden war, spielte er noch ein weiteres Jahr an der Universität. Der US-Amerikaner bestritt jedoch niemals ein Spiel in der National Hockey League oder einer der vielen nordamerikanischen Minor Leagues.